# Baccalauréat canonique de théologie
 (novembre 2009).
Si vous disposez d'ouvrages ou d'articles de référence ou si vous connaissez des sites web de qualité traitant du thème abordé ici, merci de compléter l'article en donnant les références utiles à sa vérifiabilité et en les liant à la section « Notes et références ».
Le baccalauréat canonique en théologie est une formation de premier cycle universitaire, appelé couramment licence de théologie ; il ne doit pas être confondu avec la licence canonique en théologie, équivalent d'un master. Il représente cinq années d'études, et est considéré comme équivalent d'une licence (bac + 3) dans le système LMD. C'est le diplôme qu'ont souvent, au minimum, les prêtres, qu'ils étudient au séminaire ou dans une université catholique.
Il donne une formation en philosophie, sciences humaines, langues (hébreu, latin et grec), exégèse et théologie (dogme, christologie, sacrements, etc.). À terme, l’étudiant est titulaire du diplôme canonique de premier cycle délivré et reconnu par l'Église catholique romaine. 
Ce diplôme est considéré par l’Église catholique comme le socle fondamental de la formation universitaire en théologie.